# Phyllophaga crena
Phyllophaga crena är en skalbaggsart som beskrevs av Saylor 1941. Phyllophaga crena ingår i släktet Phyllophaga och familjen Melolonthidae. Inga underarter finns listade i Catalogue of Life.